# Thiên thần bảo hộ

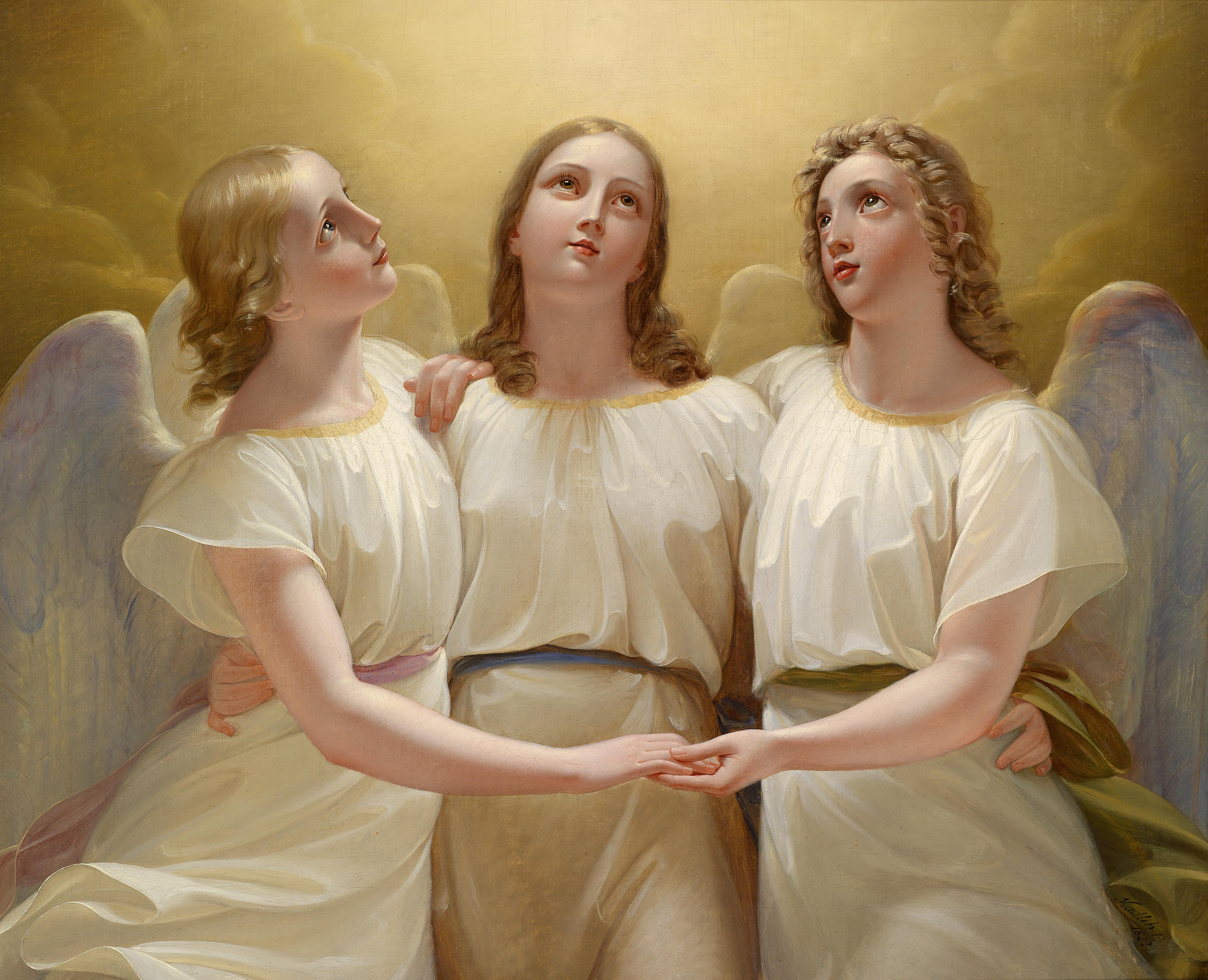
Họa phẩm về ba nữ Thiên thần có cánh, theo Do Thái giáo thì hình ảnh Bộ ba thiên thần là bùa hộ mệnh của trẻ sơ sinh trước sự xâm hại nữ quái Lilith.

Thiên thần bảo hộ (Guardian angel) hay Thiên thần hộ mệnh là những thiên thần được giao nhiệm vụ bảo vệ và hướng dẫn một người, nhóm người, cộng đồng dân cư, dân tộc hoặc quốc gia nhất định. Niềm tin vào vị thần hộ mệnh đã hiện diện ở xã hội loài người trong suốt thời cổ đại. Ý tưởng về các thiên thần bảo vệ con người giữ vai trò chính trong Do Thái giáo cổ đại. Trong Thiên chúa giáo, hệ thống phẩm trật thiên thần đã được phát triển rộng rãi vào thế kỷ thứ V, đồng thời Thần học về các thiên thần và linh hồn bảo hộ đã trải qua nhiều thay đổi kể từ thế kỷ thứ V nhưng niềm tin vào các thiên thần hộ mệnh phục vụ để bảo vệ bất kỳ người nào mà Chúa giao phó cho họ luôn hiện hữu. Theo Thánh Jerome, khái niệm về thiên thần hộ mệnh nằm trong "tâm trí của Giáo hội", ông nói rằng "phẩm giá của linh hồn lớn lao biết bao, vì mỗi người từ khi sinh ra đã có một thiên thần được giao nhiệm vụ bảo vệ mình". Trong văn học Do Thái, các giáo sĩ Do Thái đã bày tỏ quan niệm rằng thực sự có những thiên thần hộ mệnh được Chúa chỉ định để trông chừng mọi người. Mỗi con người đều có một thiên thần hộ mệnh. Theo giáo sĩ Leo Trepp thì vào cuối thời Do Thái giáo đã có một niềm tin lưu truyền rằng "con người có một đại diện trên thiên đàng, một thiên thần hộ mệnh. Trước đây thuật ngữ Malakh (thiên thần) chỉ đơn giản có nghĩa là sứ giả của Chúa.

## Niềm tin

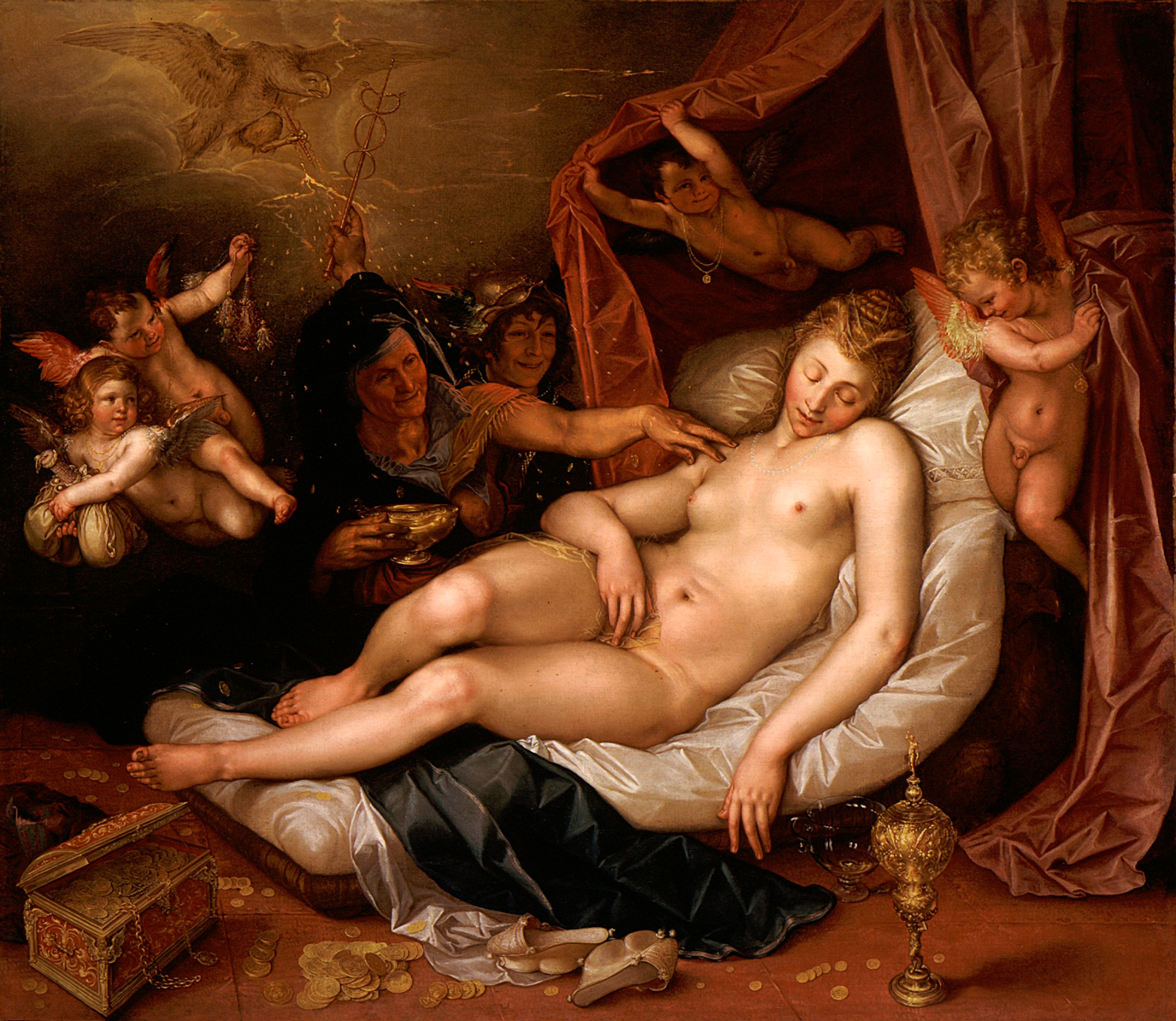
Họa phẩm về các thiên thần nhỏ đang vây quanh một phụ nữ

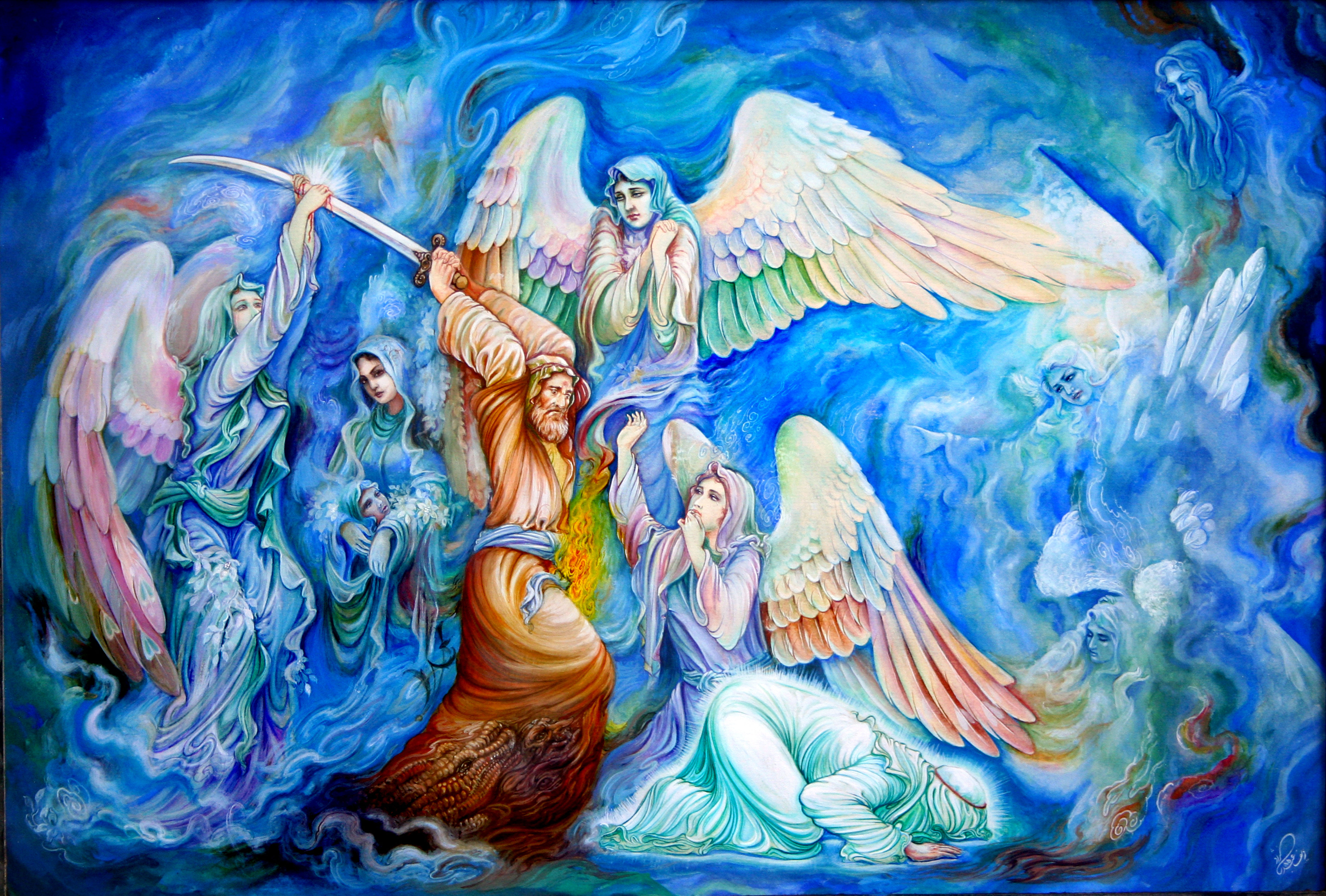
Thiên thần hộ mệnh trong Hồi giáo

Trong Do Thái giáo, có những thư tịch biên chép về các thiên thần có sứ mệnh bảo hộ, có thể ghi nhận trong các nghi lễ hộ sinh được thực hành từ những người Do Thái Ashkenazi ở một số vùng của Alsace, Thụy Sĩ và Nam Đức. Theo đó, những phụ nữ mang thai và trẻ sơ sinh sẽ được trao cho những lá bùa hộ mệnh có ghi tên của các thiên thần Senoi, Sansenoi và Semangelo. Những thiên thần này được cho là sẽ bảo vệ phụ nữ mang thai và trẻ sơ sinh khỏi Lilith. Điều này có thể bắt nguồn từ câu chuyện về Lilith, trong đó Chúa cử ba thiên thần đến để đưa Lilith trở về với Adam những không được việc, tuy vậy, Lilith đã thừa nhận rằng cô ta được tạo ra để làm hại trẻ em và mụ ta hứa rằng sẽ tha cho những đứa trẻ mang tên hoặc hình ảnh của ba vị thiên thần đó. Lailah là một thiên thần màn đêm phụ trách việc thụ thai và mang thai. Lailah đóng vai trò là thiên thần hộ mệnh trong suốt cuộc đời của một người và khi chết, dẫn dắt linh hồn đến thế giới bên kia.  Samael được xác định là thiên thần hộ mệnh và hoàng tử của La Mã cổ đại và là kẻ thù không đội trời chung của người Israel. Vào đầu giai đoạn Văn hóa Do Thái ở Châu Âu, Samael đã được xác định là đại diện của Kitô giáo, do sự đồng nhất của ông với Rome. 
Chabad tin rằng con người thực sự có thể có thiên thần hộ mệnh. Đối với Chabad, Chúa dõi theo con người và đưa ra quyết định trực tiếp thông qua lời cầu nguyện của họ và trong bối cảnh này, các thiên thần hộ mệnh được gửi qua lại như những sứ giả để thành toàn sức mệnh này, do đó, tín nhân không được cầu nguyện trực tiếp, nhưng các thiên thần là một phần của những nghi thức cầu nguyện. Lễ tưởng niệm các Thiên thần hộ mệnh được tổ chức vào ngày 2 tháng 10 hàng năm. Ý tưởng về một thiên thần hộ mệnh là trọng tâm của cuốn sách thế kỷ XV trong cuốn sách mang tên "Sách Abramelin" (The Book of Abramelin) của Abraham xứ Worms, một tín nhân Cơ đốc người Đức. Năm 1897, cuốn sách này được dịch sang tiếng Anh do công của Samuel Liddell MacGregor Mathers (1854–1918), người đồng sáng lập hệ phái Bình minh Vàng, người đã phong cho thiên thần hộ mệnh là Thiên thần hộ mệnh thiêng liêng. Aleister Crowley (1875–1947), người sáng lập ra tôn giáo bí truyền Thelema đã coi Thiên thần hộ mệnh là đại diện cho bản chất thiêng liêng thực sự nhất của một người và tương đương với "Thiên tài" của hội Bình minh Vàng, Augoeides của Iamblichus, Atman của Ấn Độ giáo, và Daimon của người Hy Lạp cổ đại. Thiên thần thường tự bộc lộ chính mình trong thiên nhiên, trong thế giới nhân quả thông thường.